# Contribution sur les premières ventes de dispositifs médicaux
Lire en ligne

Lire sur Légifrance

La contribution sur les premières ventes de dispositifs médicaux est une taxe française créée en 2011 et supprimée par la loi n°2019-1479 du 28 décembre 2019 de finances pour 2020. 

## Historique
Cette taxe a été instituée par l'article 26 de la loi n°2011-1906 du 21 décembre 2011 de financement de la Sécurité sociale pour 2012. Elle remplace la taxe auparavant définie à l'article L. 5211-5-2 du code de la santé publique et qui était affectée à l'Agence française de sécurité sanitaire des produits de santé.
Premièrement codifiée aux articles 1600-0 O et suivants du code général des impôts, la taxe est dorénavant codifiée à l'article L.245-5-5-1 du code de la sécurité sociale.
L'article 15 de la loi de finances de la Sécurité sociale pour 2015 confie le recouvrement de la taxe à l'URSSAF, déjà chargé du recouvrement des autres contributions sur les produits de santé,. Ceci est motivé par un souci de rationalisation de l'action de recouvrement.
En 2019, le gouvernement propose de supprimer dix-huit taxes, dont la taxe sur les premières ventes de dispositifs médicaux ; l'article 21 de la loi n°2019-1479 du 28 décembre 2019 de finances pour 2021, abroge effectivement l'article L245-5-5-1 du Code de la sécurité sociale. 

## Caractéristiques

### Redevables
Les entreprises assurant la première vente en France de dispositifs médicaux ou  de dispositifs médicaux de diagnostic in vitro sont redevables de la taxe. Les exportations sont exclues de l'assiette de la taxe.
La taxe est assise sur le chiffre d'affaires hors taxe réalisé au cours de l'année. Le taux est fixé à 0,29%. Les  entreprises dont le montant hors taxe des ventes est inférieur à 500 000€ sont dispensées de déclaration et du  paiement de la contribution.

### Bénéficiaire
Le produit de la taxe est affecté à la Caisse nationale de l'assurance maladie.

### Rendement
Son rendement prévisionnel s'établit pour l'année 2020 à 45 millions d'euros.
| 2012 | 2013 | 2014 | 2015 | 2016 | 2017 | 2018 | 2019 | 2020 |
| 31   | 33   | 34   | 35   | 54   | ?    | 42,6 | 43,7 | 44,8 |